# Cadre-47/1-Europameisterschaft 1977

Logo CEB (ausrichtender Verband)

Veranstaltungsort: Nancy

Die Cadre-47/1-Europameisterschaft 1977 war das 18. Turnier in dieser Disziplin des Karambolagebillards und fand vom 17. bis zum 20. Februar 1977 in Nancy, im französischen Département Meurthe-et-Moselle, statt. Es war die fünfte Cadre-47/1-Europameisterschaft in Frankreich.

## Geschichte
Noch nie in der Geschichte wurde eine so hochkarätige Cadre 47/1 Meisterschaft gespielt. Sieger wurde der Belgier Ludo Dielis, der seinen Landsmann Raymond Ceulemans als Titelträger ablöste. Zweiter wurde der dreifache Titelträger in dieser Disziplin Dieter Müller, der mit einem GD von 33,58 einen neuen deutschen Rekord aufstellte. Das Turnier startete er mit einer Niederlage gegen Antoine Schrauwen in 14 Aufnahmen. Danach spielte er deutlich über 40 Durchschnitt und hätte bei einem Sieg über Dielis den Titel geholt. Dramatisch verlief seine Partie gegen Franz Stenzel. In der sechsten Aufnahme beim Stand von 107:66 für Stenzel spielte der Österreicher eine Serie von 192 Punkten, wobei der letzte Punkt durchaus lösbar war, und hatte damit 299 Punkte. Müller kam an den Tisch und beendete die Partie mit seiner Höchstserie von 234 die Partie. Dritter wurde der Niederländer Hans Vultink, der mit 45,72 einen neuen Europarekord im Generaldurchschnitt (GD) aufstellte. Der Turnierdurchschnitt von 25,50 ist bisher auch noch nie gespielt worden.

## Turniermodus
Es wurde im Round Robin System bis 300 Punkte gespielt. Bei MP-Gleichstand wird in folgender Reihenfolge gewertet:
1. MP = Matchpunkte
2. GD = Generaldurchschnitt
3. HS = Höchstserie

## Abschlusstabelle
| MP    | Match Points (Sieger = 2; Unentschieden = 1; Verlierer = 0) |
| Pkte. | Erzielte Karambolagen                                       |
| Aufn. | Benötigte Versuche                                          |
| GD    | Generaldurchschnitt                                         |
| BED   | Bester Einzeldurchschnitt eines Spielers                    |
| HS    | Höchstserie                                                 |
|       | Bester GD des Turniers                                      |
|       | Bester ED des Turniers                                      |
|       | Beste HS des Turniers                                       |
|       | 1. Platz (Gold)                                             |
|       | 2. Platz (Silber)                                           |
|       | 3. Platz (Bronze)                                           |

| Platz                      | Name              | MP   | Pkte. | Aufn. | GD    | BED    | HS  |
| -------------------------- | ----------------- | ---- | ----- | ----- | ----- | ------ | --- |
| 1                          | Ludo Dielis       | 12:2 | 1834  | 44    | 41,68 | 60,00  | 239 |
| 2                          | Dieter Müller     | 10:4 | 1847  | 55    | 33,58 | 75,00  | 234 |
| 3                          | Hans Vultink      | 9:5  | 2012  | 44    | 45,72 | 75,00  | 235 |
| 4                          | José Gálvez       | 8:6  | 1598  | 81    | 19,72 | 33,33  | 119 |
| 5                          | Antoine Schrauwen | 7:7  | 1754  | 68    | 25,79 | 50,00  | 174 |
| 6                          | Francis Connesson | 6:8  | 1541  | 75    | 20,54 | 100,00 | 272 |
| 7                          | Franz Stenzel     | 4:10 | 1376  | 71    | 19,38 | 33,33  | 192 |
| 8                          | Roland Dufetelle  | 0:14 | 943   | 68    | 13,86 | –      | 128 |
| Turnierdurchschnitt: 25,50 |                   |      |       |       |       |        |     |